# MAV Maschinen, Anlagen, Verfahren
MAV Maschinen, Anlagen, Verfahren ist eine deutsche Fachzeitschrift für Maschinenwesen und Werkstoffwissenschaften. Sie wird im Konradin Verlag in Stuttgart herausgegeben. Zielgruppe der Zeitschrift sind Verantwortungsträger der metallverarbeitenden Industrie. Seit 2008 richtet sie das mav Innovationsforum in der Kongresshalle Böblingen aus. Dieses wurde 2013 bei 40 Ausstellern von über 800 Teilnehmern besucht.